# André Janones
 (août 2022).
André Luis Gaspar Janones (né le 5 mai 1984) est un avocat, homme politique et membre d'Avante brésilien. Depuis 2019, il est député fédéral du Minas Gerais.

## Biographie
Il est né à Ituiutaba, le 5 mai 1984. Il est le fils de Divina Gaspar Janones.
Son premier emploi est conducteur de bus entre 2003 et 2005.  
En 2005, il commence à travailler comme greffier à la Cour de justice de l'État de Minas Gerais, à Ituiutaba. En 2008, il réussit l'examen de l'Ordre des Avocats du Brésil et crée son cabinet André Janones & Advogados Associados.
Il est membre de l'Église Lagoinha.

## Carrière politique
En 2016, il s'est présenté à la mairie d'Ituiutaba, terminant à la deuxième place avec 13 759 voix (24,40 % des suffrages valables). Il acquiert une notoriété alors qu'il devient l'un des principaux meneurs de la grève des camionneurs au Brésil en 2018. Il est finalement élu député fédéral aux élections générales brésiliennes de 2018.
Le 29 janvier 2022, sa pré-candidature à la présidence de la République est officialisée. Le 4 août 2022, lors d'une émission en direct aux côtés de l'ancien président et candidat Luiz Inácio Lula da Silva, il retire sa candidature pour soutenir le PT. « A partir de ce moment, notre candidature est unifiée et commence à être représentée par la candidature du président Lula », a-t-il déclaré,.